# Eubacterium combesii
Eubacterium combesii è una specie di batterio appartenente alla famiglia delle Eubacteriaceae.